# Ana Martínez de Aguilar
Ana Martínez de Aguilar (San Sebastián, 1965) es una historiadora del arte y gestora cultural española. Directora del Museo Esteban Vicente de Segovia, desde su apertura, en 1997 hasta su jubilación en 2015. Entre 2004 y 2007 fue directora general del Museo Nacional Centro de Arte Reina Sofía.

## Trayectoria profesional
Licenciada en Filosofía y Letras, especialidad de Historia del Arte, por la Universidad Complutense de Madrid y máster en Dirección y Administración de Empresa por el Instituto de Empresas de Madrid. 
De 1987 a 1993 fue secretaría general de la Fundación de Amigos del Museo del Prado. Entre 1993 y 1994 fue asesora de la ministra de Cultura, Carmen Alborch. 
En el año 2004  fue nombrada directora general del Museo Nacional Centro de Arte Reina Sofía hasta el año 2007. Bajo su dirección se inauguran los tres edificios que componen la ampliación de Jean Nouvel y se organizan exposiciones temporales sobre Roy Lichtenstein, Salvador Dali, Francisco Leiro, Martin Kippenberger, Wolfgang Laib, Tobias Rehberger, Julian Schnabel, las retrospectivas sobre Pablo Palazuelo, Manolo Valdés y Luis Gordillo, y se expone por primera vez la colección de video y cine de la colección en la exposición Primera Generación: Arte e imagen en movimiento, comisariada por Berta Sitchel  Fue la responsable de crear y firmar el convenio de préstamo para la realización de la gran exposición sobre Picasso, con los fondos del Museo Picasso de París.
Martínez de Aguilar es la primera licenciada en historia del arte con experiencia en gestión y dirección de museos que accede al puesto de directora del museo nacional desde su inauguración.
En 2007 abandona la dirección del museo Reina Sofía y vuelve a la dirección del Museo Esteban Vicente hasta su jubilación en el año 2015. Es la última directora general del Museo Nacional Centro de Arte Reina Sofía ya que de acuerdo con la reforma de los estatutos del 28 de septiembre de 2007, decidida en el Consejo de Ministros, el director del museo tendrá, a partir de ese momento, solo competencias artísticas (coordinación de la actividad de los distintos departamentos, organización de las colecciones, propuestas de adquisición de obras, programa de exposiciones), mientras que la gestión económica del museo corresponderá al gerente, que mantendrá su rango de subdirector general. Además, el patronato verá reforzada su voz, ya que muchas de las decisiones del director deberán ser refrendadas por este órgano.
Este cambio estatutario significa, no solo que el museo pierde el rango de dirección general, sino que el director pasa a desempeñar la función que hasta ese momento correspondía al subdirector artístico. María García Yelo fue subdirectora artística del Museo Nacional Centro de Arte Reina Sofía entre 2004 y 2008 y estuvo encargada de realizar la transición entre la dirección general de Martínez de Aguilar y el contrato de alta dirección de Manuel Borja-Villel

## Dirección del Museo Nacional Centro de Arte Reina Sofía
El período de dirección de Martínez de Aguilar en el Museo Nacional Centro de Arte Reina Sofía, a pesar de haber obtenido avances notables para la institución (aumento del número de visitantes, reorganización interdepartamental de la institución) y caracterizarse por un programa expositivo sólido y solvente (fue la primera en crear una programación de exposiciones temporales estable y de larga duración), estuvo muy marcada por la polémica y la controversia.
En septiembre de 2007 Ana Martínez de Aguilar dimite de su puesto en un clima general hostil.
En el artículo Buenas prácticas y malas artes (publicado en El País del siete de septiembre de 2007), el historiador, teórico y crítico de arte en el principal diario español El País, Francisco Calvo Serraller expone: la dirección de Ana Martínez de Aguilar ha sido un calvario atizado por ciertos sectores y medios que le imputaban responsabilidades que no le correspondían y hasta la acusaban para lo que paradójicamente había contribuido a solucionar. El ejemplo más flagrante fue la rocambolesca historia de la pérdida de la monumental escultura de Richard Serra, desaparecida durante periodos anteriores al de su dirección, y que ella finalmente denunció, aunque cuatro meses más tarde de enterarse, logrando después que fuera rehecha desinteresadamente por su autor.
Con motivo del vigésimo aniversario de la institución en octubre de 2010 se publican varias entrevistas en las que por primera vez la exdirectora del Museo Nacional Centro de Arte reconoce el acoso mediático recibido durante su dirección en el Reina Sofía. En la entrevista realizada por Cristina Camacho para la revista ARTE reconoce: Cuando llegué a la dirección había una serie de fondos que no estaban en buen estado de conservación, hice un informe de deficiencias para subsanarlas. Y cuando ya estaba solucionado, se filtró a la prensa el informe del primer diagnóstico y lo presentaron como una situación real. Tampoco fue cierto, en el momento de las acusaciones, que los dépósitos estuvieran en mal estado.
A pesar de contar con el apoyo de un gran número de profesionales de la museología y de la crítica especializada, la dirección de Martínez de Aguilar sigue manteniéndose como un período del Museo Nacional Centro de Arte Reina Sofía sin analizar con rigor crítico y profesional y, sobre todo, como un exponente del poder de presión e injerencia de ciertos grupos de presión.